# Орібі
Орі́бі (Ourebia ourebia) — парнокопитна тварина з групи антилоп. Ендемік Африки.
Поширена в більшій частині Африки, на південь від Сахари та Ефіопії, окрім Ліберії, Габону, Екваторіальної Гвінеї та Джибуті.
Довжина тіла становить 92-110 см, висота в холці — 50-67 см, маса — 12-22 кг. Населяє савани, сухі рідколісся, зарості чагарників по рівнинах та пагорбах. Харчується травами, листками чагарників. Мешкає парами або невеликими групами. Об'єкт полювання (заради м'яса).
| Панда | Це незавершена стаття з теріології. Ви можете допомогти проєкту, виправивши або дописавши її. |